# Grande Prêmio do Japão de Motovelocidade de 2007
O Grande Prêmio do Japão de 2007 foi a décima quinta etapa do mundial de MotoGP de 2007. Aconteceu no final de semana de 21 à 23 de Setembro no Twin Ring Motegi.

## MotoGP
| Pos | Grid | País | Piloto           | Moto     | Voltas | Tempo      |
| --- | ---- | ---- | ---------------- | -------- | ------ | ---------- |
| 1   | 8    |      | Loris Capirossi  | Ducati   | 24     | 47:05.484s |
| 2   | 4    |      | Randy de Puniet  | Kawasaki | 24     | +10.853s   |
| 3   | 5    |      | Toni Elias       | Honda    | 24     | +11.526s   |
| 4   | 18   |      | Sylvain Guintoli | Yamaha   | 24     | +12.192s   |
| 5   | 10   |      | Marco Melandri   | Honda    | 24     | +28.569s   |
| 6   | 9    |      | Casey Stoner     | Ducati   | 24     | +31.179s   |
| 7   | 6    |      | Anthony West     | Kawasaki | 24     | +50.001s   |
| 8   | 15   |      | Alex Barros      | Ducati   | 24     | +52.343s   |
| 9   | 3    |      | Nicky Hayden     | Honda    | 24     | +53.629s   |
| 10  | 11   |      | John Hopkins     | Suzuki   | 24     | +59.715s   |
| 11  | 17   |      | Chris Vermeulen  | Suzuki   | 24     | +1:02.804s |
| 12  | 16   |      | Makoto Tamada    | Yamaha   | 24     | +1:09.313s |
| 14  | 2    |      | Valentino Rossi  | Yamaha   | 24     | +1:09.699s |
| 15  | 7    |      | Colin Edwards    | Yamaha   | 24     | +1:11.735s |
| 16  | 20   |      | Shinichi Ito     | Ducati   | 24     | +1:12.290s |
| 17  | 12   |      | Shinya Nakano    | Honda    | 24     | +1:32.979s |
| 18  | 19   |      | Akira Yanagawa   | Kawasaki | 23     | +1 volta   |
| 19  | 14   |      | Carlos Checa     | Honda    | 23     | +1 volta   |
| nc  | 13   |      | Kousuke Akiyoshi | Suzuki   | 20     | +4 voltas  |
| nc  | 1    |      | Dani Pedrosa     | Honda    | 14     | acidente   |
|     | 21   |      | Kurtis Roberts   | KR122V   | 24     | abandono   |

## 250 cc
| Pos | Grid | País | Piloto              | Moto    | Voltas | Tempo      |
| --- | ---- | ---- | ------------------- | ------- | ------ | ---------- |
| 1   |      |      | Mika Kallio         | KTM     | 23     | 48:28.585s |
| 2   |      |      | Andrea Dovizioso    | Honda   | 23     | +4.893s    |
| 3   |      |      | Hector Barbera      | Aprilia | 23     | +21.527s   |
| 4   |      |      | Yuki Takahashi      | Honda   | 23     | +23.488s   |
| 5   |      |      | Alex de Angelis     | Aprilia | 23     | +25.378s   |
| 6   |      |      | Julian Simon        | Honda   | 23     | +24.264s   |
| 7   |      |      | Marco Simoncelli    | Gilera  | 23     | +48.782s   |
| 8   |      |      | Hiroshi Aoyama      | KTM     | 23     | +57.482s   |
| 9   |      |      | Shuhei Aoyama       | Honda   | 23     | +1:09.049s |
| 10  |      |      | Thomas Luthi        | Aprilia | 23     | +1:10.837s |
| 11  |      |      | Jorge Lorenzo       | Aprilia | 23     | +1:13.035s |
| 12  |      |      | Seijin Oikawa       | Yamaha  | 23     | +1:26.371s |
| 13  |      |      | Jules Cluzel        | Aprilia | 23     | +1:36.236s |
| 14  |      |      | Youichi Ui          | Yamaha  | 23     | +1:47.098s |
| 15  |      |      | Alvaro Bautista     | Aprilia | 23     | +1:50.081s |
| 16  |      |      | Roberto Locatelli   | Gilera  | 23     | +1:58.741s |
| 17  |      |      | Aleix Espargaro     | Aprilia | 23     | +2:06.782s |
| 18  |      |      | Imre Toth           | Aprilia | 23     | +2:10.415s |
| 19  |      |      | Eugene Laverty      | Honda   | 22     | +1 volta   |
| 20  |      |      | Yuki Hamamoto       | Yamaha  | 22     | +1 volta   |
| nc  |      |      | Dan Linfoot         | Aprilia | 19     | acidente   |
| nc  |      |      | Fabrizio Lai        | Aprilia | 17     | abandono   |
| nc  |      |      | Takumi Takahashi    | Honda   | 3      | abandono   |
| nc  |      |      | Ratthapark Wilairot | Honda   | 2      | acidente   |
| nc  |      |      | Dirk Heidolf        | Aprilia | 1      | acidente   |
| nc  |      |      | Karel Abraham       | Aprilia | 0      | acidente   |
| nc  |      |      | Alex Baldolini      | Aprilia | 0      | acidente   |
| nc  |      |      | Efren Vazquez       | Aprilia | 0      | acidente   |

## 125 cc
| Pos | Grid | País | Piloto              | Moto    | Voltas | Tempo      |
| --- | ---- | ---- | ------------------- | ------- | ------ | ---------- |
| 1   |      |      | Mattia Pasini       | Aprilia | 21     | 46:29.900s |
| 2   |      |      | Gabor Talmacsi      | Aprilia | 21     | +2.985s    |
| 3   |      |      | Hector Faubel       | Aprilia | 21     | +22.405s   |
| 4   |      |      | Mike Di Meglio      | Honda   | 21     | +33.751s   |
| 5   |      |      | Joan Olive          | Aprilia | 21     | +37.351s   |
| 6   |      |      | Simone Corsi        | Aprilia | 21     | +39.062s   |
| 7   |      |      | Pablo Nieto         | Aprilia | 21     | +44.488s   |
| 8   |      |      | Sergio Gadea        | Aprilia | 21     | +48.901s   |
| 9   |      |      | Michael Ranseder    | Derbi   | 21     | +50.672s   |
| 10  |      |      | Andrea Ianonne      | Aprilia | 21     | +56.674s   |
| 11  |      |      | Dominique Aergerter | Aprilia | 21     | +1:03.334s |
| 12  |      |      | Lukas Pesek         | Derbi   | 21     | +1:10.334s |
| 13  |      |      | Danny Webb          | Honda   | 21     | +1:14.579s |
| 14  |      |      | Tomoyoshi Koyama    | KTM     | 21     | +1:19.549s |
| 15  |      |      | Stefan Bradl        | Aprilia | 21     | +1:23.255s |
| 16  |      |      | Roberto Tamburini   | Aprilia | 21     | +1:28.289s |
| 17  |      |      | Nicolas Terol       | Derbi   | 21     | +1:30.061s |
| 18  |      |      | Kazuma Watanabe     | Honda   | 21     | +1:30.554s |
| 19  |      |      | Randy Krummenacher  | KTM     | 21     | +1:35.406s |
| 20  |      |      | Nayuta Mizuno       | Yamaha  | 21     | +1:42.793s |
| 21  |      |      | Alexis Masbou       | Honda   | 21     | +2:05.969s |
| 22  |      |      | Shouya Tomizawa     | Honda   | 17     | +4 voltas  |
| nc  |      |      | Simone Grotzkyj     | Aprilia | 20     | +1 volta   |
| nc  |      |      | Pol Espargaro       | Aprilia | 17     | abandono   |
| nc  |      |      | Iori Namihira       | Honda   | 14     | acidente   |
| nc  |      |      | Lorenzo Zanetti     | Aprilia | 12     | acidente   |
| nc  |      |      | Bradley Smith       | Honda   | 9      | abandono   |
| nc  |      |      | Esteve Rabat        | Honda   | 9      | acidente   |
| nc  |      |      | Stefano Bianco      | Aprilia | 8      | acidente   |
| nc  |      |      | Robert Muresan      | Derbi   | 8      | acidente   |
| nc  |      |      | Steve Bonsey        | KTM     | 7      | acidente   |
| nc  |      |      | Sandro Cortese      | Aprilia | 7      | abandono   |
| nc  |      |      | Federico Sandi      | Aprilia | 6      | abandono   |
| nc  |      |      | Raffaele de Rosa    | Aprilia | 5      | acidente   |
| nc  |      |      | Yuuchi Yanagisawa   | Honda   | 5      | acidente   |
| nc  |      |      | Dino Lombardi       | Honda   | 3      | acidente   |